# Budhiganga
Budhiganga (nepalski: बुढीगंगा) – gaun wikas samiti w zachodniej części Nepalu w strefie Seti w dystrykcie Bajura. Według nepalskiego spisu powszechnego z 2011 roku liczył on 808 gospodarstw domowych i 4042 mieszkańców (2056 kobiet i 1986 mężczyzn).